# José Moreno Carbonero
José Moreno Carbonero (Málaga, 28 de marzo de 1860-Madrid, 15 de abril de 1942) fue un pintor español, especializado en retratos y temas históricos. Se encuadra dentro de la Escuela malagueña de pintura.

## Biografía
Desde muy joven destacó en el dibujo. En 1868 ingresó en la Escuela de Bellas Artes de Málaga, donde fue discípulo de Ferrándiz. En 1870 consiguió la medalla de oro en una exposición de su ciudad natal, Málaga.

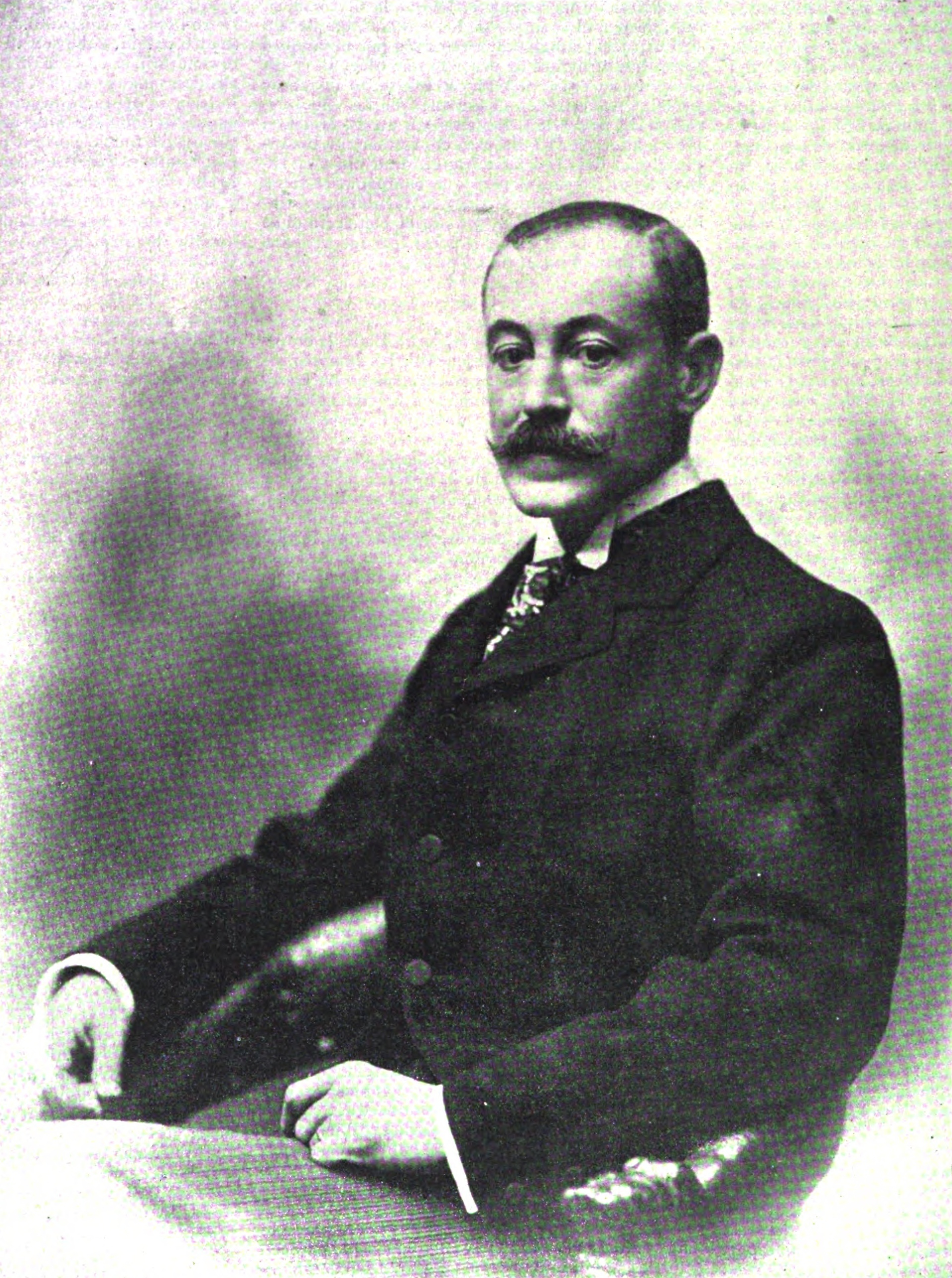
Fotografía de José Moreno Carbonero realizada por Franzen publicada en La Ilustración Española y Americana con motivo del nombramiento del pintor como miembro de la Academia de Bellas Artes de San Fernando (1898)

Cuando tenía quince años, en 1875, marchó a París para aprender de otros autores y trabaja en el estudio de Jean-Leon Gérôme, pintor de género e historia que influenciará en su obra, sobre todo su gusto por temas históricos. En 1881 consigue un pensionado en Roma para aprender de artistas italianos y manda algunos lienzos como trabajo como La meta sudante. 
En un viaje a Sevilla conoce a Fortuny y, junto a Ferrándiz, realizan un viaje por Marruecos. Fortuny, Martín Rico y Madrazo influenciarán en su posterior estilo realista. 
Fue conocido como pintor academicista, también ejerció la labor docente como catedrático de Bellas Artes. Asentó su fama en los cuadros de historia, que fueron muy premiados en su tiempo y en el retrato, especialidad por la que fue muy solicitado por la familia real, la aristocracia y la burguesía. Fue, asimismo, académico de la Real Academia de San Fernando de Madrid.
Sus obras más relevantes son El príncipe de Viana y La conversión del duque de Gandía, ambas expuestas en Museo del Prado, así como Entrada de Roger de Flor en Constantinopla (1888). Gran parte de su obra se puede contemplar en el Museo de Málaga, también destaca Encuentro de Sancho Panza con el Rucio, en el Museo de Bellas Artes de Sevilla.
Tuvo por alumnos a Juan Gris y Salvador Dalí.

## Obras
Entre sus obras se pueden citar:

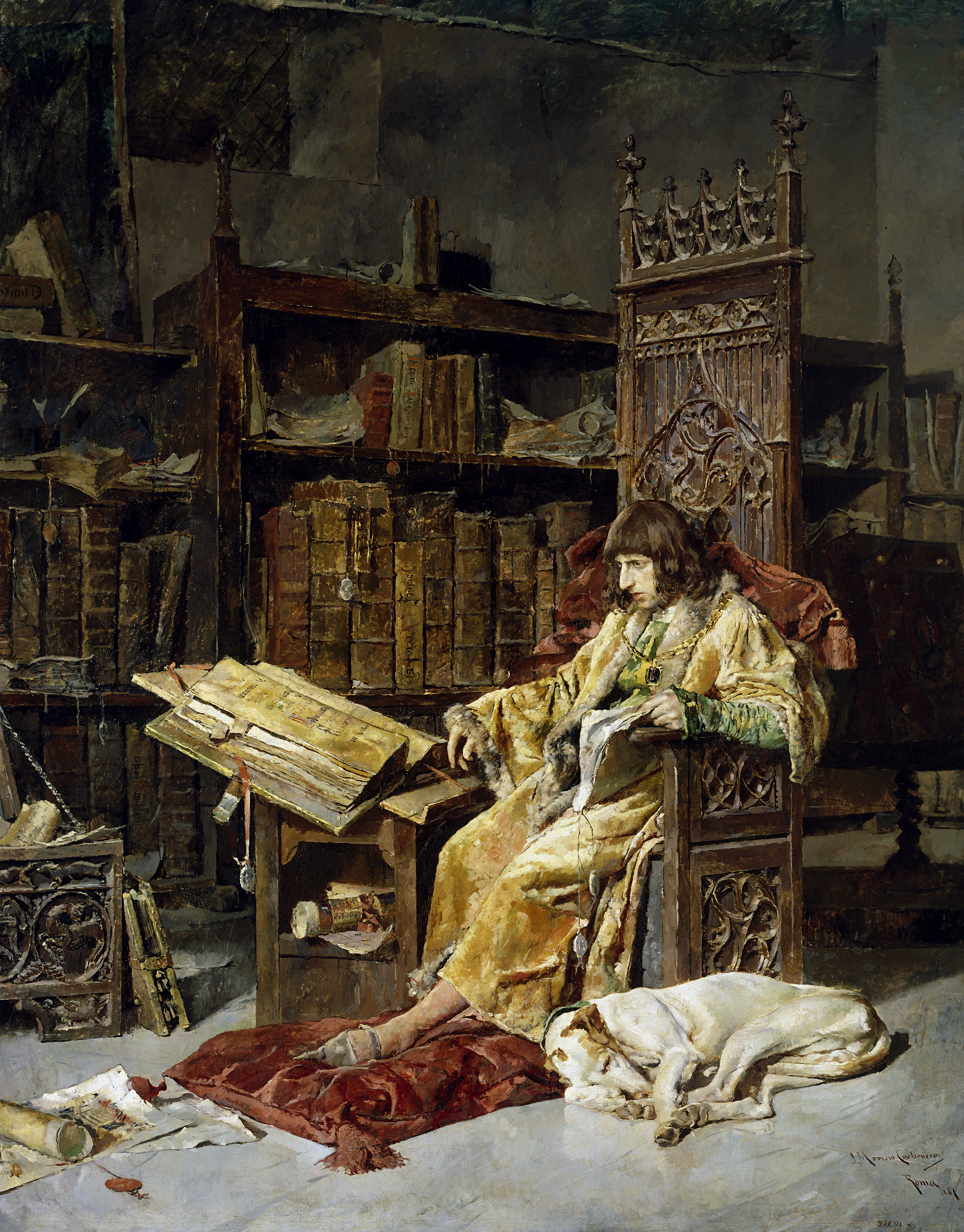
El príncipe don Carlos de Viana, 1881, Museo del Prado.

- La marquesa del Pazo de la Merced, 1906 (Museo de Salamanca).
- Primera aventura de Gil Blas de Santillana, 1890 (Museo de Bellas Artes de Asunción).
- La liberación de los cautivos de Málaga por los Reyes Católicos, 1930 (Museo de Málaga).
- Fundación de Buenos Aires por D. Juan de Garay, 1910 (Palacio Municipal de la Ciudad de Buenos Aires)

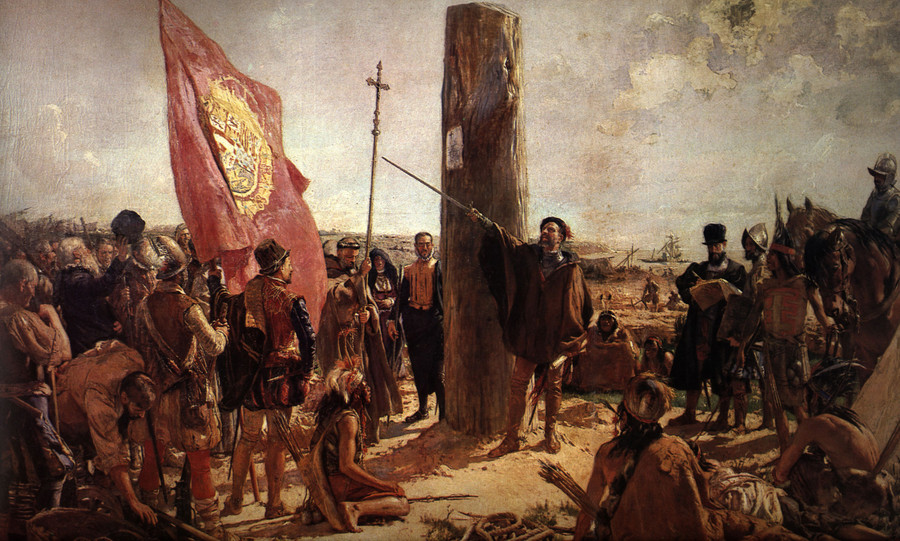
Fundación de Buenos Aires (1923). Segunda versión donde, debido a las críticas argentinas, fueron incluidos los fundadores guaraníes de la ciudad y Ana Díaz, la única mujer con derecho de vecindad.

- Desembarco de Alhucemas, 1929 (Alto Estado Mayor de Madrid).
- Doña Blanca de Navarra, 1880 (Universidad de Santiago de Compostela, La Coruña).
- El vaso de agua (Consulado de España en París).
- Entrada de Roger de Flor en Constantinopla, 1888 (Palacio del Senado, Madrid).

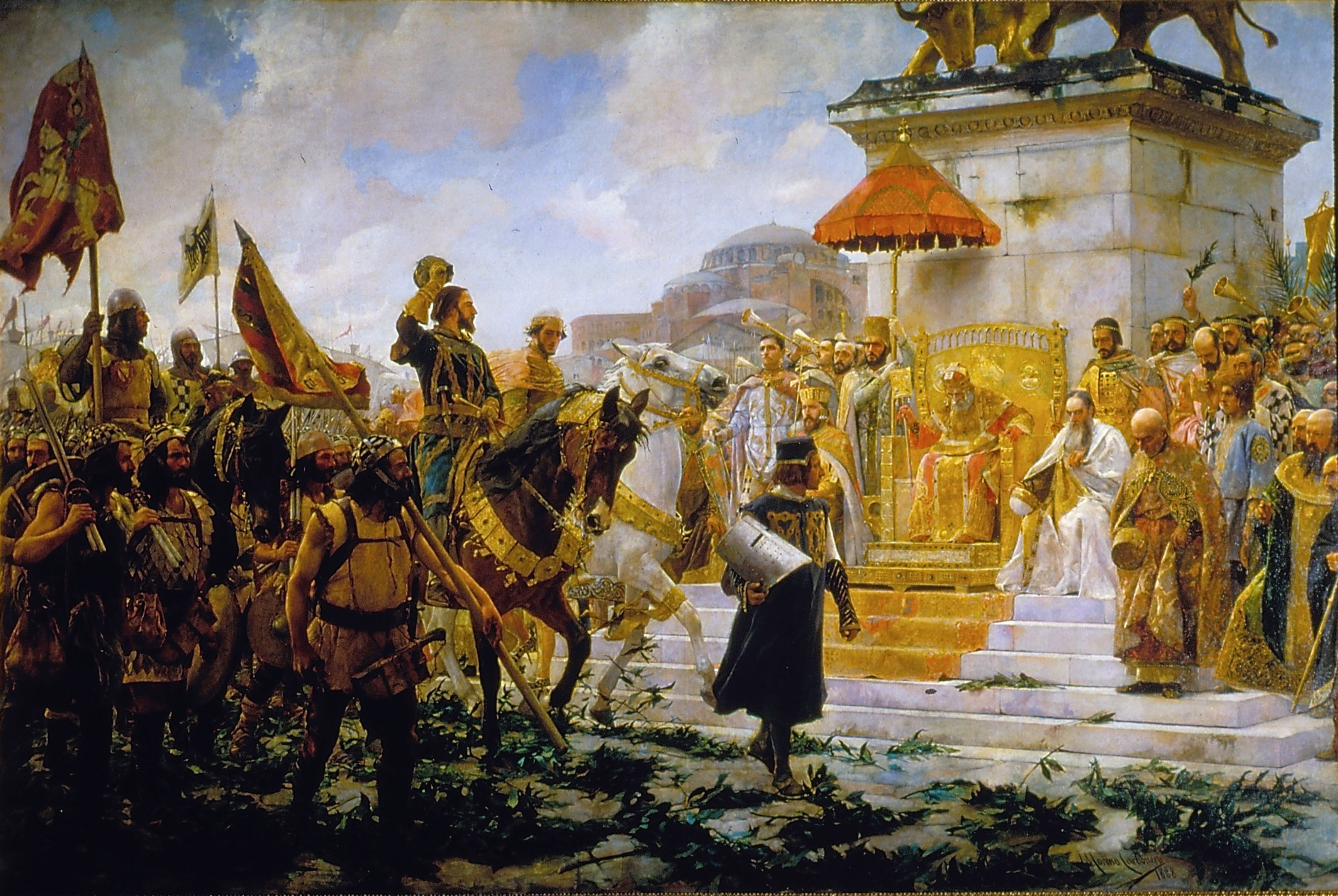
Entrada de Roger de Flor en Constantinopla (Palacio del Senado de España).

- La meta sudante, 1882 (Museo de Málaga).
- La conversión del duque de Gandía, 1884 (Museo Nacional del Prado, Madrid).
- Montero con perros.
- El príncipe don Carlos de Viana, 1881 (Museo Nacional del Prado, Madrid).
- Encuentro de Sancho Panza con el Rucio, 1876-1878 (Museo de Bellas Artes de Sevilla).
- Don Quijote y los molinos de viento (en depósito: Museo de Jaén, colección del Museo del Prado).[6]
- Don Álvaro Brake y Travesedo de la Cerda y Fernández Casariego, marqués de Villablanca, de cazador, 1929 (Museo de Jaén).
- Cortejo ante la verja, 1874 (Museo Carmen Thyssen Málaga).[7]

Nota: Todas las obras descritas son óleos sobre lienzo o tabla.